# 西港出口
西港出口（にしみなとでぐち）は、福岡県北九州市小倉北区にある北九州高速道路2号線の出口。
若戸大橋方面からのみ降車できるハーフICである。

## 道路
- 北九州高速2号線(203)

## 接続道路
- 国道199号

## 周辺
- スーパーセンタートライアル西港店
- 北九州小倉亀の井ホテル
- 九州電力新小倉発電所
- 北九州市中央卸売市場
- 真颯館高等学校

## 隣
北九州高速2号線
東港JCT - (202)日明出入口 - (203)西港出口 - (204)戸畑出入口 - (205)若戸出入口